# Lycoris aurea
Lycoris aurea es una especie herbácea, perenne y bulbosa nativa de Asia, desde el sur de Japón hasta Indochina, y perteneciente a la familia de las Amarilidáceas. Se la utiliza como ornamental en muchas partes del mundo por sus flores de color amarillo y sus tépalos de márgenes ondulados. En chino mandarín la especie se denomina "hu di xiao", que literalmente significa "de pronto la tierra sonríe", lo cual es una muy buena descripción de la profusa floración de esta especie en su hábitat natural.

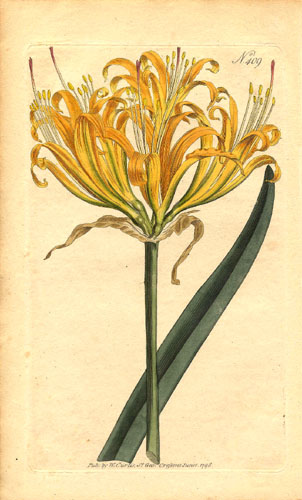
Inflorescencia.

## Distribución
Es originario del sur de Japón hasta Indochina.

## Descripción
Las hojas aparecen en otoño, provenientes de bulbos subterráneos que transcurren el verano en dormición. Las mismas tienen de 30 a 60 cm de largo por 15 a 24 mm de ancho, son glaucas, algo carnosas y con el ápice agudo. El escapo mide de 30 a 60 cm y lleva una umbela de 4 a 7 flores. El perigonio tiene forma de trompeta, de color amarillo, con un tubo perigonial (el sector en el cual los tépalos se hallan unidos formando un corto tubo) de 12 a 15 mm de longitud. Los tépalos presentan de 5 a 6 cm de longitud, son recurvados, frecuentemente con estrías de color verde claro hacia la base, y con los márgenes ondulados. La especie incluye dos razas cromosómicas, una con 2n= 14 y la otra con 2n=16 cromosomas.

## Taxonomía
Lycoris aurea fue descrita por (L'Hér.) Herb. y publicado en Botanical Magazine 47: 5, pl. 2113. 1819.
Sinonimia
- Amaryllis aurea L'Hér. (1789).
- Nerine aurea (L'Hér.) Sweet (1826).
- Amaryllis africana Lam. (1783).
- Amaryllis platypetala Lindl. ex Bury (1832).
- Lycoris africana (Lam.) M.Roem. (1847).
- Lycoris traubii W.Hayw. (1957).
- Lycoris lajolla Traub (1963).[7]